# Сели-Лонгшан, Жан
Барон Жан де Сели-Лонгшан (фр. Jean de Selys Longchamps) (1912 — 1943) — бельгийский военный лётчик, лейтенант.

## Биография
Из титулованного дворянства. Служил в бельгийской кавалерии в качестве офицера, впоследствии эвакуировался вместе с британскими экспедиционными силами из Дюнкерка. По возвращении во Францию был интернирован властями Виши, но бежал в Великобританию и был принят для лётной подготовки в королевские ВВС. Он был отправлен в эскадрилью № 609 и управлял Hawker Typhoon.
Являлся лётчиком-истребителем во время Второй мировой войны. Получил известность своим нападением на штаб-квартиру гестапо в Брюсселе в оккупированной немцами Бельгии в 1943. За не санкционированный авиаудар по штаб-квартире гестапо 20 января 1943 года, когда он обстрелял все этажи и сбросил на крышу здания бельгийский флаг, он был понижен в должности до пилота-офицера и одновременно награждён лётным крестом. После нападения нацисты обнаружили четыре убитых и пять серьёзно раненых. Бюст, посвящённый его действиям, теперь стоит возле этого здания.
Погиб 16 августа 1943 года, когда его самолёт потерпел крушение при посадке в базе ВВС Манстон после вылёта над Остенде. Его тело было похоронено в Минстер-ин-Танет. Отмечание его подвига состоялось 16 августа 2013 совместно с Королевским британским легионом.